# 下地敏雄
下地 敏雄（しもじ としお、1955年 - ）は、日本の教育者。福岡県大牟田市出身。大牟田北高等学校卒、明治大学文学部卒。血液型A型。
久留米市立荒木中学校の国語教師だったが、2012年(平成24年)3月で依願退職した。

## 概要
TBS『さんまのSUPERからくりTV』内の「GTO下地先生のウキウキ出張個人面談教室」で「オネェキャラ」で一躍人気者になる。初登場は、同番組の「からくりみんなの!かえうた」コーナー。『ウキウキwatching』の替え歌『ウキウキ teacher』を歌った。他にも美空ひばりの『お祭りマンボ』の替え歌を歌ったこともある。2009年（平成21年）5月24日の放送をもってテレビ出演をやめたが、2009年（平成21年）11月1日「さんまのスーパーからくりTV」に復帰した。
2010年（平成22年）4月26日 に『下地先生の教え』を発刊した。（朝日新聞出版刊行）

## その他
- 好きな俳優は小栗旬。
- 「GTO」は、「グレートティーチャーオネェ」の略である。

## 出演
- さんまのSUPERからくりTV （2008年 - 2009年5月24日、TBSテレビ）
- 王様のブランチ（2010年5月15日、TBSテレビ）第2部にゲスト出演
- たかじんのそこまで言って委員会（2011年9月4日、読売テレビ）
- エンタメバラエティ THE☆ヒット情報（2012年4月 - 2013年3月、RKBラジオ）
- そこまで言って委員会NP(2015年4月19日、読売テレビ)